# Rudolf Büch

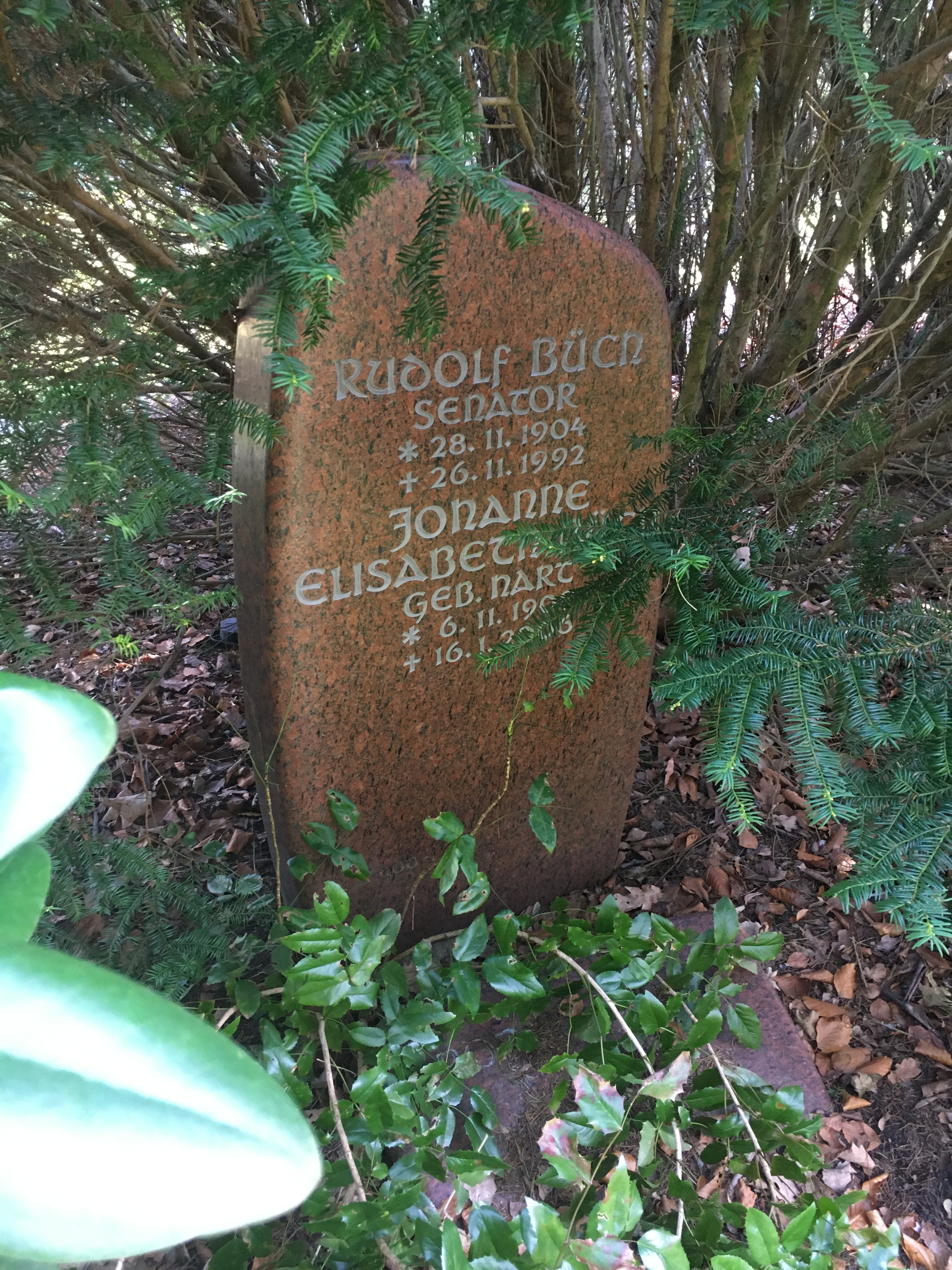
Grabstätte Rudolf Büch auf dem Friedhof Ohlsdorf

Rudolf Amandus Alwin Büch (* 28. November 1904 in Hamburg; † 26. November 1992 ebenda) war ein deutscher Politiker (SPD) und Senator von Hamburg.

## Leben
Büch war gelernter Maschinenbauer und später zudem Werkmeister. Ab 1931 arbeitete er als Obermeister bei einer Mineralölfirma in Hamburg.
Büch trat 1921 in die SPD ein. Er war für seine Partei ab Oktober 1946 in der ersten frei gewählten Bürgerschaft. Er saß bis 1974 durchgehend in der Hamburgischen Bürgerschaft. Neben seinem Mandat in der Bürgerschaft übernahm er unter drei verschiedenen Bürgermeistern das Amt des Bausenators. Er war unter Max Brauer von 1950 bis 1953 und erneut von 1957 bis zum Dezember 1960 gemeinsam mit dem späteren Bürgermeister Paul Nevermann auf diesem Posten tätig. In der ersten Amtszeit war er zudem mit Nevermann zweiter Bürgermeister der Stadt. In der Amtszeit des Bürgermeisters Nevermann war er von Januar bis Dezember 1961, zusammen mit Wilhelm Drexelius, und von Dezember 1961 bis Juni 1965, zusammen mit Peter-Heinz Müller-Link, ebenfalls Bausenator, was er zusammen mit Müller-Link von Juni 1965 bis April 1966 ebenfalls wieder war.
Nach seiner Zeit als Senator war Büch von 1966 bis 1988 im Landesverband Hamburg des Deutschen Roten Kreuzes als Präsident tätig. Er wurde 1976 mit der Bürgermeister-Stolten-Medaille ausgezeichnet. Außerdem war er Ehrenpräsident des Roten Kreuzes Hamburg und zudem Träger des DRK-Ehrenzeichens. Er starb zwei Tage vor seinem 88. Geburtstag und wurde auf dem Friedhof Ohlsdorf bestattet. Die Grabstätte befindet sich im Planquadrat L 27 westlich von Kapelle 10.